# Georgië op de Olympische Jeugdwinterspelen 2012
Georgië was een van de landen die deelnam aan de Olympische Jeugdwinterspelen 2012 in Innsbruck, Oostenrijk.

## Deelnemers en resultaten
(m) = mannen, (v) = vrouwen 

### Alpineskiën
| Olympiër             | Onderdeel        | Resultaat | Prestatie                           |
| -------------------- | ---------------- | --------- | ----------------------------------- |
| Nikoloz Kozanashvili | reuzenslalom (m) | 20e       | 1.59,75 (+8,05) (1.01,77, 57,98)    |
| Nikoloz Kozanashvili | slalom (m)       | -         | - (-) (43,25, DNF)                  |
|                      |                  |           |                                     |
| Susana Gavva         | reuzenslalom (v) | 32e       | 2.15,01 (+18,88) (1.07,73, 1.07,28) |
| Susana Gavva         | slalom (v)       | 22e       | 1.36,40 (+16,64) (49,94, 46,46)     |